# Ai Yazawa
Ai Yazawa (矢沢 あい, Yazawa Ai) est une mangaka née le 7 mars 1967 à Osaka, dans la préfecture de Hyōgo, au Japon.
Elle est principalement connue pour les mangas Je ne suis pas un ange, Gokinjo, une vie de quartier, Paradise Kiss et Nana, qui remporte le prix Shōgakukan dans la catégorie Shōjo.

## Biographie
Si Ai est son vrai prénom, Yazawa est un nom de plume. Il provient du nom de famille du chanteur Eikichi Yazawa dont elle est fan.
C'est en 1985 qu'elle fait ses débuts dans le magazine de prépublication Ribon avec Ano Natsu (あの夏),. En 1986, elle s'inscrit à l'Institut de mode d'Osaka, mais débordée par son travail de mangaka, elle quitte son école de stylisme.
Elle crée depuis plus de dix séries, parues dans leur grande majorité dans le magazine Ribon. Bien que ses œuvres antérieures soient encore publiées par la maison d'édition Shūeisha (détentrice de Ribon), ses œuvres récentes apparaissent désormais dans d'autres magazines comme Zipper, pour Paradise Kiss et Cookie pour Nana.
En 2003, elle remporte le 48e prix Shōgakukan dans la catégorie Shōjo pour Nana. La série est suspendue depuis juin 2009 à cause d'un problème de santé de l'autrice. En janvier 2016, dans le magazine Cookie, Ai Yazawa publie un calendrier 2016 avec des illustrations de Nana. Le 9 septembre 2016, Ai Yazawa dessine la couverture du magazine ROLA et y répond à une interview. À la question sur des souvenirs, anecdotes ou problèmes rencontrés sur ces quatre principales publications, elle indique pour Nana : « Un grand accomplissement. Mon challenge était de sortir toutes mes idées, tout ce que j’avais en tête. Je suis désolée de vous faire attendre, mais c’est sûr, un jour je reviendrai et donnerai le meilleur de moi-même. ».

## Style
Aï Yazawa serait la représentante du renouveau du Shojo avec ses dessins branchés et des personnages habillés selon les codes de la mode de Shibuya.
Je ne suis pas un ange est représentatif du style caractéristique shojo ; dans Gokinjo, une vie de quartier elle insère des éléments de style de vie et de mode vestimentaire.

## Prix
- 2002 : Prix du meilleur shôjo manga lors des Shogakukan Manga Award 48e édition pour Nana[13]

- 2007 : Prix shôjo de la Japan Expo - 8e Impact pour Nana
- 2008 : Prix shôjo de la Japan Expo - 9e Impact pour Je ne suis pas un ange

### Collectif
- 2002 : Adidas Manga Fever (アディダスマンガフィーバー?), 1 volume chez Asuka Shinsha[BU 14].

## Sources
- (en + de + fr + ja) Masanao Amano, Manga Design, Cologne, Taschen, coll. « Mi », 15 mai 2004, 576 p., 19,6 cm × 24,9 cm, broché (ISBN 978-3-8228-2591-4, présentation en ligne), p. 526-529édition multilingue (1 livre + 1 DVD) : allemand (trad. originale Ulrike Roeckelein), anglais (trad. John McDonald & Tamami Sanbommatsu) et français (trad. Marc Combes)